# Amor prohibido (telenovela de 1986)
Amor prohibido es el título de una telenovela argentina del año 1986 de mucha intriga y drama, la cual fue dirigida por Rodolfo Hoppe y protagonizada por Verónica Castro y Jean Carlo Simancas. Fue una producción de Crustel S.A. empresa del peruano José Enrique Crousillat que se exportó a México, Venezuela, Estados Unidos y a toda Europa (España presentada en la 1, la cadena principal de TVE e Italia presentada en la cadena RAI) cosechándo un éxito arrollador en estos países. Esta fue la última telenovela que la actriz mexicana realizó en Argentina, y además fue la consolidación internacional de Jean Carlos Simancas como galán internacional. Remake de Piel naranja de 1975 

## Argumento
Nora , Miguel Ángel y Francisco son el triángulo amoroso de esta trama, una historia fuerte, de drama y violencia psicológica. Alfonso, el esposo enfermo de celos y violento casi le dobla la edad a Nora, su mujer, una joven amargada, tímida pero con ansias de ser amada. Los esposos tienen problemas intimos y Miguel Ángel, el bodeguero de la zona, aparece en la vida de la familia y sin saber que era casada enamora a Nora, que se deja seducir por sus encantos. La historia oculta de sus amores, a pesar que ella es casada, lleva toda la historia llena de suspenso y de intrigas. El esposo celoso es capaz de todo si descubriera una infidelidad de Nora. Miguel Ángel es capaz de todo por el amor de Nora. Es un amor prohibido con un final sorprendente.

## Elenco
- Verónica Castro - Nora
- Jean Carlo Simancas - Miguel Angel
- Alfredo Iglesias - Francisco
- Jorge Barreiro - Julio
- Silvia Kutika - Marina
- Irma Córdoba - Remedios
- Adela Gleijer - Azucena
- Nelly Prono - Rosa
- Gustavo Rey - Adrian
- Mimi Lazo - Elvira
- Maria Maristany - Amalia
- Germán Palacios - Quique

## Ficha técnica
- Escenografía: Horacio Esquivel
- Iluminación: Walter Dilella
- Sonido: Roberto Iassogna
- Producción: Gerardo Millone
- Producción Ejecutiva: Teresa Walger
- Asistente de Dirección: Oscar Catalano
- Dirección: Rodolfo Hoppe

## Banda Sonora
- https://www.youtube.com/watch?v=yD9cFVrw5W0

## En otros países
- -  Amor prohibido, nunca lo sabrás
- - Amore proibito
- - Zakazana milosc
- - Amor prohibido
- - Amor prohibido
- - Amor prohibido
- - Lubamatu a rmastus
- - Forbidden love
- - Forbidden love
- - 禁じられた愛